# Xizhimen
Xizhimen (in cinese: 西直门站S, Xīzhímén zhànP) è una stazione di interscambio della linea 2, linea 4 e linea 13 della metropolitana di Pechino. Delle tre linee la prima inaugurata è stata la stazione della linea 2, aperta al pubblico il 20 settembre 1984. La stazione della linea 13, unica delle tre sopraelevata, ha avviato il suo servizio il 28 settembre 2002. La stazione della linea 4, invece, è entrata in funzione in concomitanza con l'inaugurazione dell'intera linea, avvenuta il 28 settembre 2009.
La stazione di Xizhimen è diventata la seconda stazione dell'intero sistema della metropolitana di Pechino a consentire l'interscambio con tre linee differenti, dopo la stazione di Dongzhimen che nel 2008 aveva concluso i lavori collegamento tra la linea 2, 13 e la Capital Airport Express.
Con un picco di oltre 770 000 passeggeri giornalieri, la stazione di Xizhimen è una delle più trafficate dell'intero sistema metropolitano di Pechino, consentendo inoltre 170 000 trasferimenti giornalieri tra le linee.

## Storia
Le stazioni della linea 2 e della linea 4 di Xizhimen vennero costruite contemporaneamente durante gli anni '70. Successivamente la stazione della linea 2 venne inaugurata e fu aperta al pubblico durante il 1984 mentre quella della linea 4 doveva appartenere al progetto dell'epoca per realizzare la linea 3. In seguito, la stazione dell'allora linea 3 divenne parte dell'attuale linea 4 e venne inaugurata a fine 2009. Sette anni prima, nel 2002, era entrata in funzione la porzione occidentale della linea 13, la quale prevedeva una stazione a Xizhimen.

## Posizione
La stazione di Xizhimen sorge nel distretto di Xicheng, all'intersezione tra la Xizhimen Street e il Secondo anello di Pechino. Le stazioni della linea 2 e della linea 4 si trovano sottoterra nell'area del cavalcavia di Xizhimen, all'incrocio tra Xizhimen Outer Street e Xizhimen Inner Street e Xizhimen South Street-Deshengmen West Street e Xizhimen North Street. La stazione della Linea 2 è disposta in direzione nord-sud lungo il Secondo anello, mentre la stazione della Linea 4 è disposta in direzione est-ovest lungo Xizhimen Outer Street. Le stazioni delle due linee si intersecano attraverso corridoi di collegamento a forme di croce (十). La stazione della linea 13 si trova a nord rispetto alle stazioni della linea 2, della linea 4 e alla stazione ferroviaria di Pechino Nord.

## Struttura e impianti
La stazione di Xizhimen è organizzata su un totale di 7 piani, dei quali quattro sotterranei e tre in superficie. Le banchine delle stazioni delle linee 2 e 4 sono situati rispettivamente al terzo e al quarto piano interrato, entrambe dotate di banchina centrale. Le linee 2 e 4 sono collegate tramite corridoi di interscambio che, uniti, formano un percorso circolare e consentono il trasferimento in superficie verso la stazione di Pechino Nord e la stazione della linea 13.
La stazione della linea 13, invece, è strutturata in tre piani in superficie. I binari sono disposti al terzo piano, con una banchina progettata con soluzione spagnola, utilizzando la banchina centrale per la salita dei passeggeri che si dirigono in direzione Dongzhimen e le banchine laterali per la discesa dei passeggeri, concludendo il percorso della linea 13. Gli altri due piani sono dedicati all'atrio e agli accessi.
I passeggeri hanno modo di effettuare il trasferimento tra la linea 2, 4 e 13. Mentre la distanza tra la linea 2 e 4 è relativamente breve, per giungere alla linea 13 dalle altre due linee il tempo richiesto è abbastanza elevato. Inizialmente, oltre alla distanza elevata tra la linea 13 e la linea 2 o 4, per potersi trasferire dalla linea 13 alle altre due linee, o viceversa, era necessario uscire dalla stazione e poi farne nuovamente ingresso. In questo modo i passeggeri, non avendo un canale di trasferimento dedicato, dovevano necessariamente pagare due biglietti separati.
La stazione dispone di un totale di nove accessi, indicati con le lettere A1, A2, B, C, D, E1, E2, F1 e F2, dei quali quelli da A1 a D consentono l'accesso diretto alle linee 2 e 4, mentre da E1 a F2 servono i passeggeri diretti verso la linea 13.

## Servizi
Le stazioni dispongono di:
- Accessibilità per portatori di handicap se accompagnati (solo uscita C)
- Montascale (uscita C)
- Scale mobili
- Emettitrice automatica biglietti
- Servizi igienici
- Sportello automatico
- Distributori automatici
- Stazione video sorvegliata
- Ufficio polizia

### Orari
Linea 2
Essendo una linea circolare, la linea 2 dispone di due percorsi concentrici che operano come segue:
- L'anello interno, da Jishuitan direzione Dongzhimen e Fuxingmen, con tratte ridotte che terminano a Xizhimen.
- L'anello esterno, da Xizhimen direzione Fuxingmen e Dongzhimen, con tratte ridotte che terminano a Jishuitan.

Per il servizio dell'anello interno, la prima corsa da Xizhimen parte alle 5:33 mentre l'ultimo treno che esegue il percorso completo è alle 22:59.
Riguardo l'anello esterno, la prima corsa è alle 5:09 mentre l'ultimo treno che esegue il percorso completo è previsto alle 22:14. L'ultima corsa ridotta fino a Jishuitan parte da Xizhimen alle 22:59.
Linea 4
Dal 30 dicembre 2010 la linea 4 condivide il percorso con la Linea Daxing; dalla stazione di Xizhimen si operano i servizi come segue:
- Un servizio che copre l'intera tratta, da Anheqiao Nord, da dove inizia la Linea 4, fino a Tiangongyuan, capolinea della Linea Daxing.[20]
- Un servizio ridotto che copre l'intera Linea 4 al quale si aggiunge la fermata Xingong della Linea Daxing, la prima stazione della Linea Daxing, quindi offrendo corse da Anheqiao Nord a Xingong. I passeggeri che intendono proseguire verso sud devono scendere e cambiare binario in direzione Tiangongyuan.[21]

La prima corsa direzione Anheqiao Nord parte tutti i giorni alle 5:29 da Xizhimen, mentre l'ultima alle 23:44. In direzione Tiangongyuan (linea Daxing), il primo treno opera alle ore 5:22 mentre l'ultimo alle 22:59. Inoltre, relativamente al servizio ridotto della linea, l'ultima corsa da Xizhimen parte alle 23:12 e termina a Gongyi Xiqiao alle 23:39.
Linea 13
Essendo il capolinea, il primo treno da Xizhimen direzione Dongzhimen parte ogni mattina alle 5:34 e conclude il servizio alle 22:41. Viene previsto anche un servizio ridotto che da Xizhimen termina a Huoying, con l'ultima corsa prevista alle 23:54.

### Tariffazione
Dalla stazione di Xizhimen la tariffazione parte da un prezzo di ¥3 (circa €0,40), a seconda della distanza di viaggio totale da percorrere, fino a un massimo di ¥7 (circa €1). Se si usa la carta dei trasporti, il prezzo viene scontato del 20% per le corse dopo una spese di ¥100 (circa €13) in un mese solare, del 50% per le corse dopo i ¥150 (circa €20) di spesa e superati i ¥400 di spesa (circa €52) non ci saranno ulteriori sconti.

## Interscambi
- Stazione ferroviaria di Pechino Nord
- Fermata autobus 37, 16, 21, 26, 27, 44, 69, 80, 87, 105, 111, 145, 200, 305, 332, 347, 360, 362, 375, 387, 438, 534, 563, 604, 618, 632, 651, 686, 693, 694, 夜8, 夜14, 夜20, 夜21, 专6, 专216.

## Galleria d'immagini

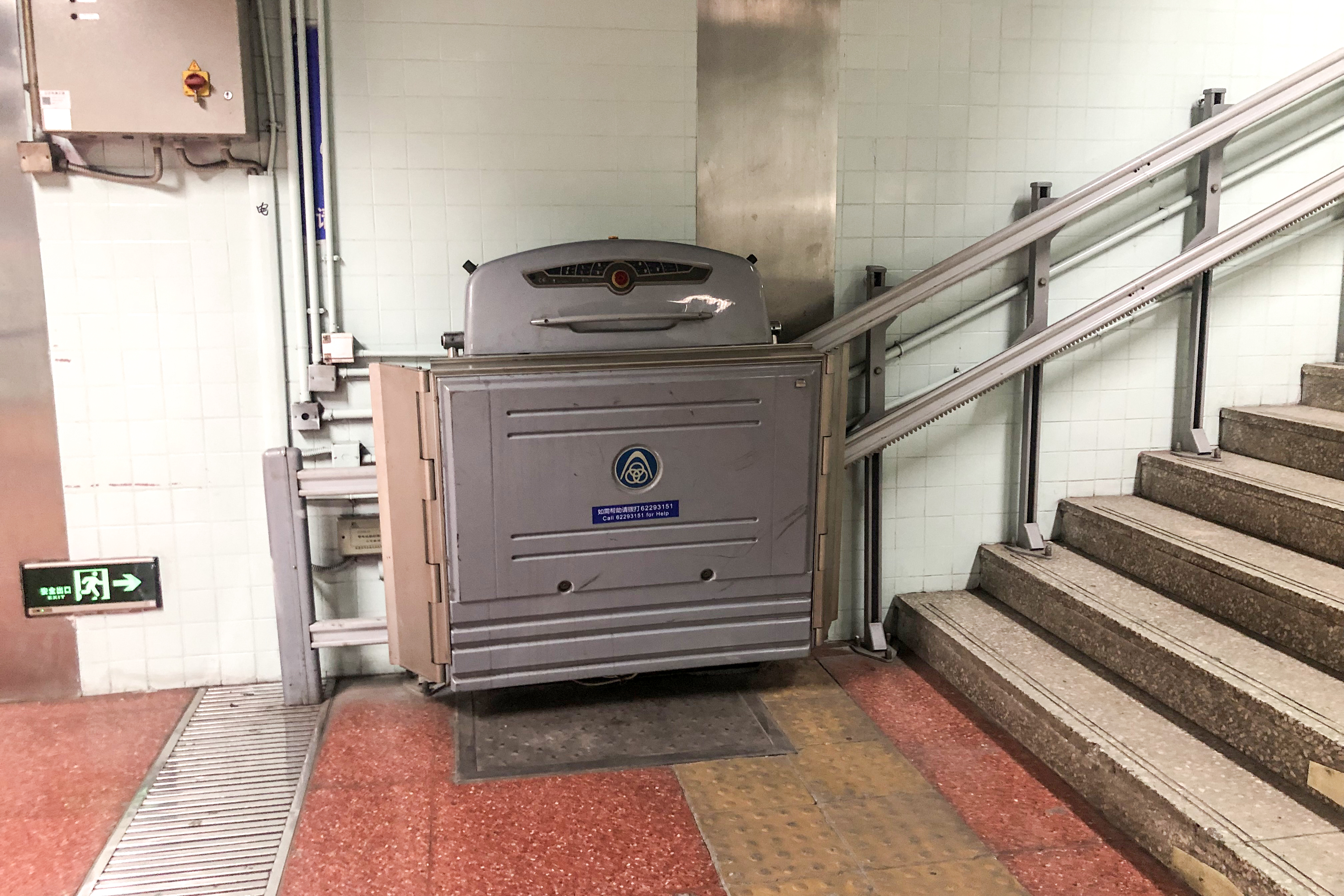
Montascale, uscita C
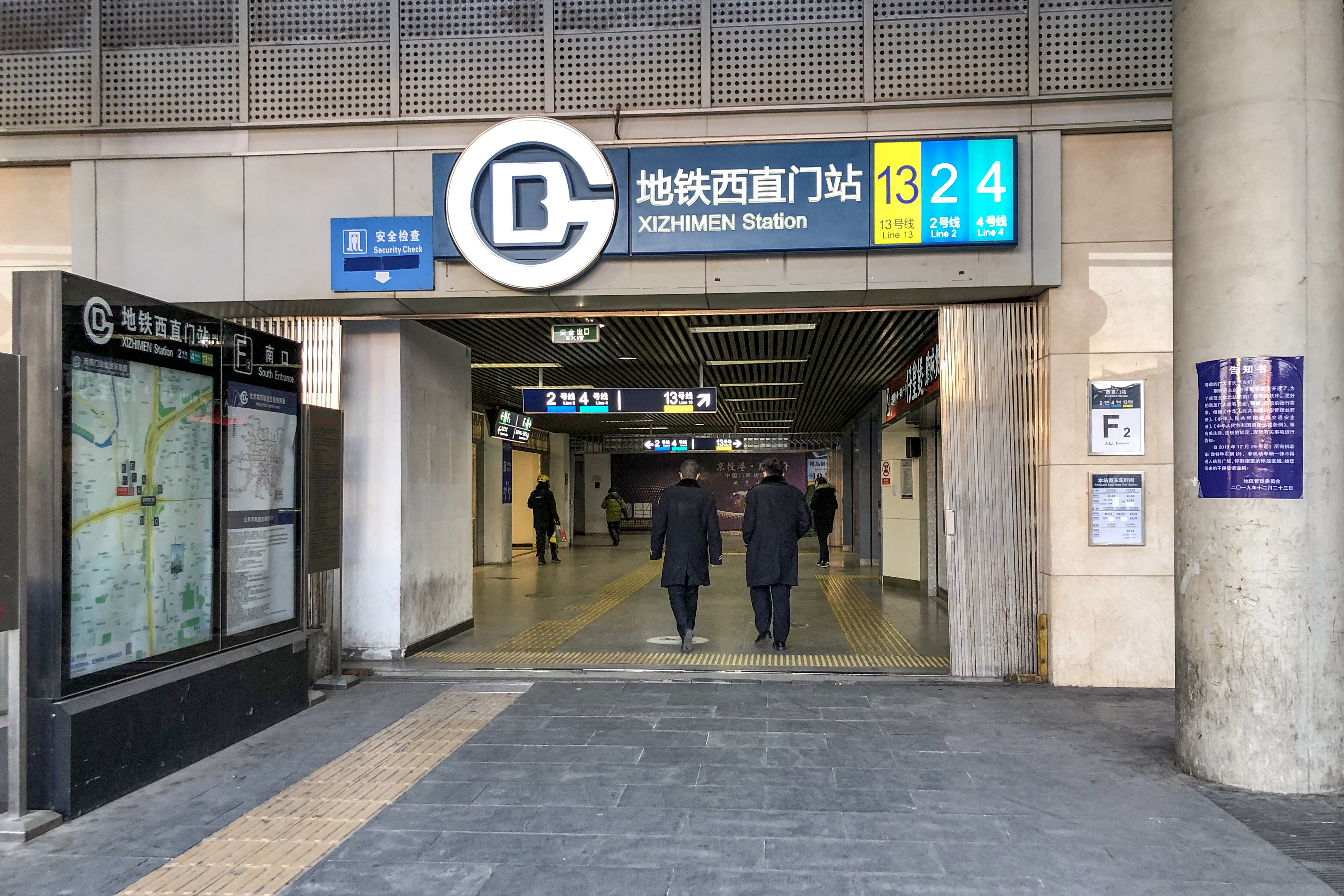
Accesso F2, diretto alla linea 13
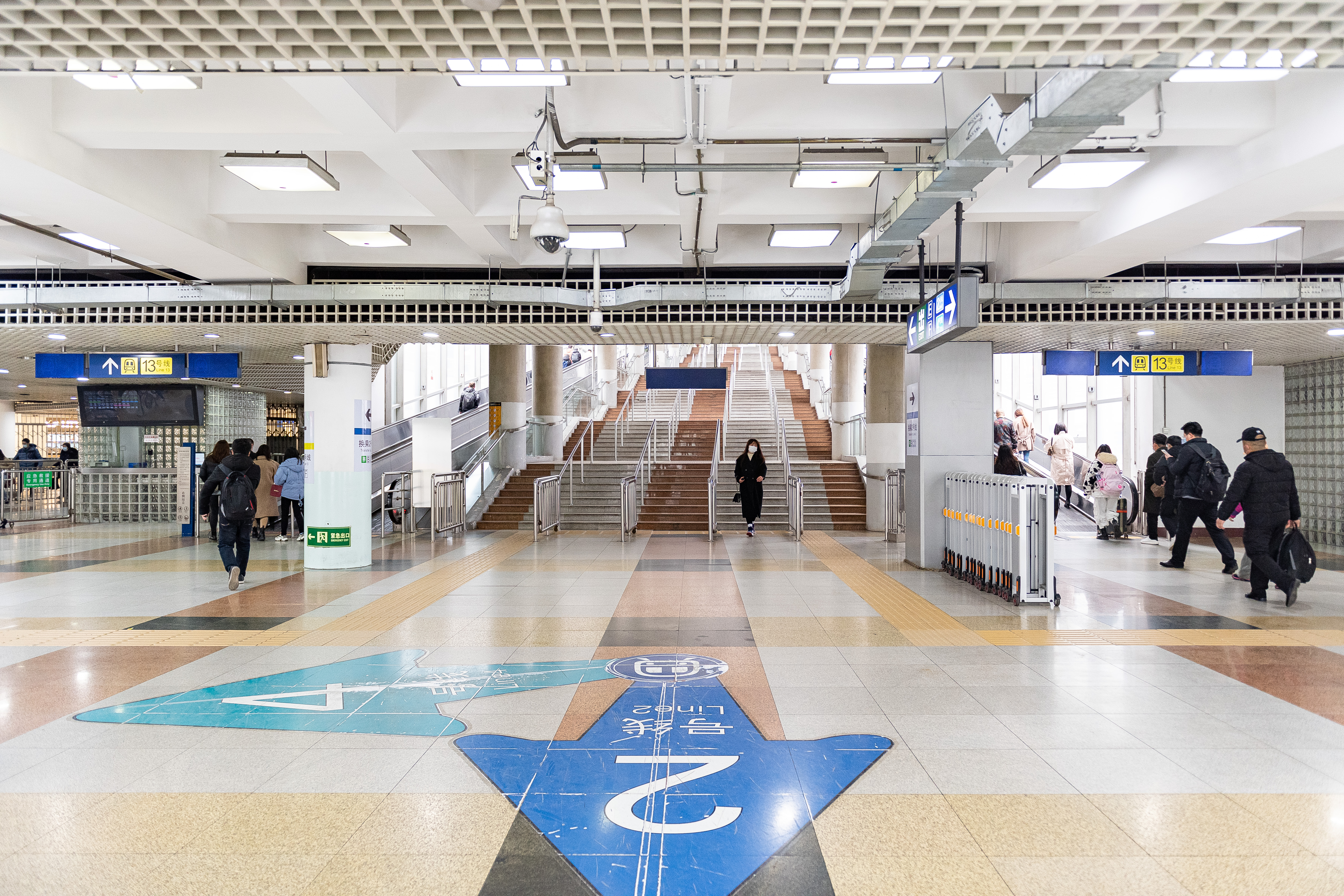
Atrio di collegamento tra linea 2, 4 e 13
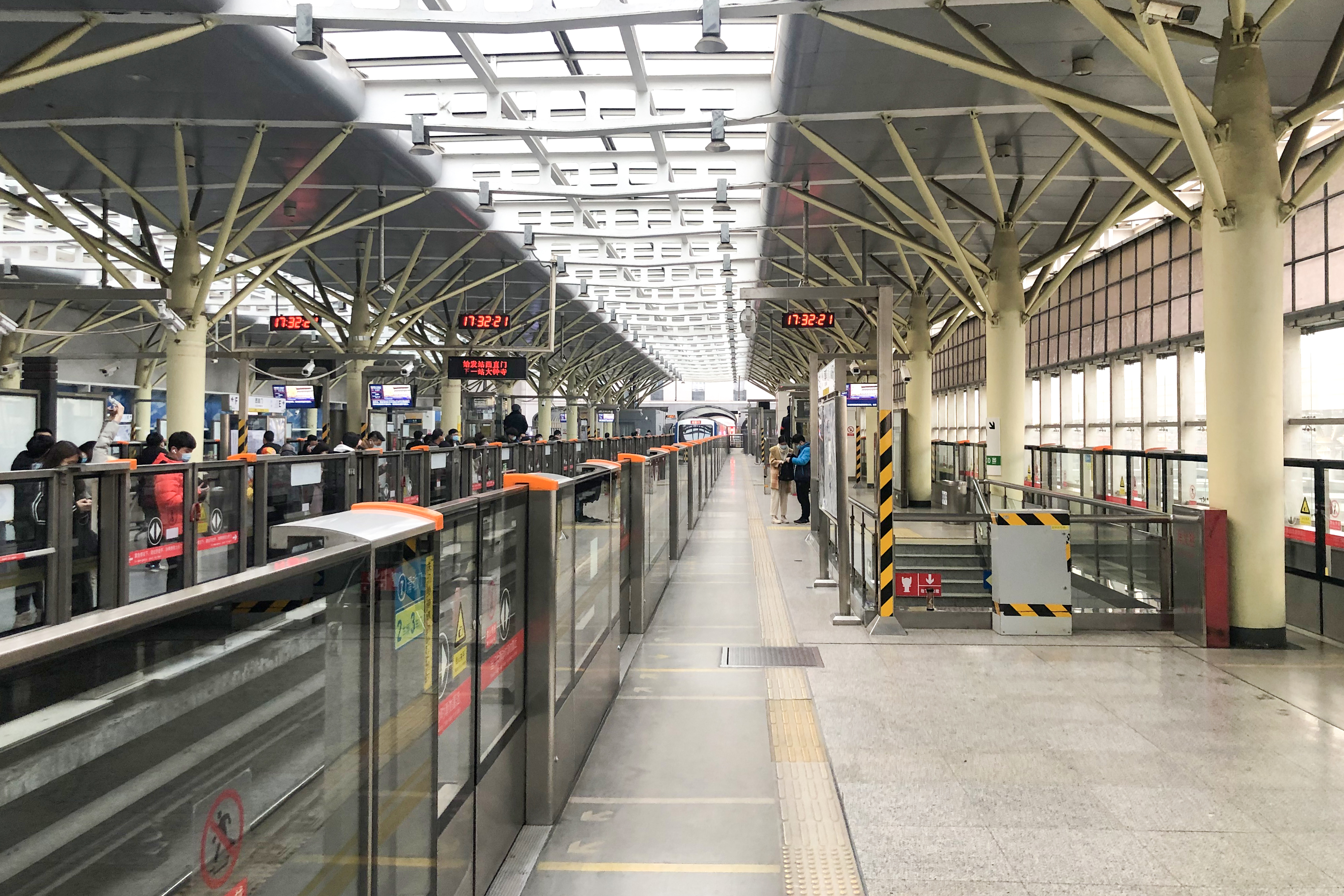
Banchina della linea 13
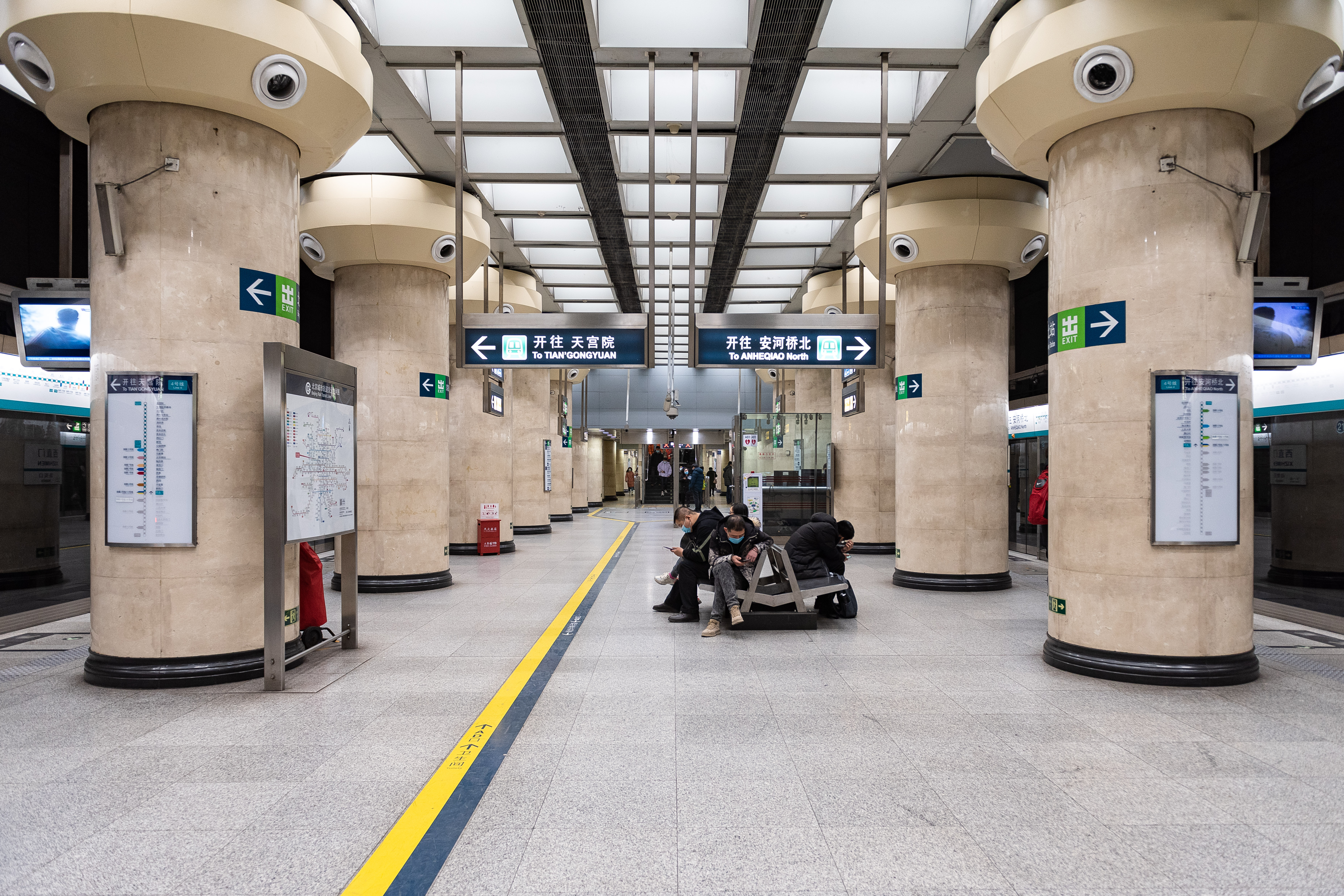
Banchina della linea 4